# George Eastman House
La George Eastman House, située à Rochester aux États-Unis, et ouverte au public en 1949, est le plus ancien musée de photographie du monde et l'un des plus vieux en matière d'archives cinématographiques. À ce titre, il assure également un rôle de premier plan dans la préservation et la conservation des photographies ainsi que dans la formation des conservateurs et archivistes du monde entier. Le musée abrite également un cinéma de 535 places, le Dryden Theatre. Il est installé dans la demeure de George Eastman, fondateur de Eastman Kodak.

## Le musée et ses collections
La gestion de l'héritage de George Eastman, dont sa maison, a été confiée à l'Université de Rochester, un établissement d'enseignement supérieur privé situé à New York. Le Président de l'Université, Rush Rhees, a habité la maison jusqu'en 1935. Après la Seconde Guerre mondiale, l'Université a cédé la propriété à une fondation.
Le George Eastman House Museum of Photography a été fondé en 1947, son nom complet actuel est celui de George Eastman House International Museum of Photography and Film. Depuis sa création, la mission du musée consiste à collecter, préserver et présenter au public l'histoire de la photographie et du cinéma. Le musée a ouvert ses portes en 1949, dévoilant le cœur de sa collection dans les anciens salons de la Eastman House. Les collections originales du musée comprennent des photographies de la Guerre de Sécession prises par Alexander Gardner, la collection historique de la firme Eastman Kodak et l'importante collection de Gabriel Cromer en provenance de France. Ces collections ont été constamment enrichies au cours des quarante dernières années : des archives complètes, des collections d'entreprise et des portfolios d'artistes photographes ont été donnés à la Eastman House, de même qu'un ensemble de films rares et documents divers.
La croissance de la collection a conduit à créer un nouvel espace ouvert au public en 1989. Le musée abrite plus de 400 000 photographies et négatifs, plus de 23 000 films et plusieurs millions de clichés extraits de films, 43 000 publications et plus de 25 000 appareils liés à la photographie.
Pratiquement tous les grands photographes qui ont émergé au cours des 100 dernières années sont représentés, même si les réalités changeantes du marché photographique dictent une plus grande sélectivité dans l'acquisition d'œuvres que jamais auparavant. Des photographes contemporains notables inclus sont Steve McCurry, Robert Frank, James Nachtwey, Sebastião Salgado ou Manuel Rivera-Ortiz.

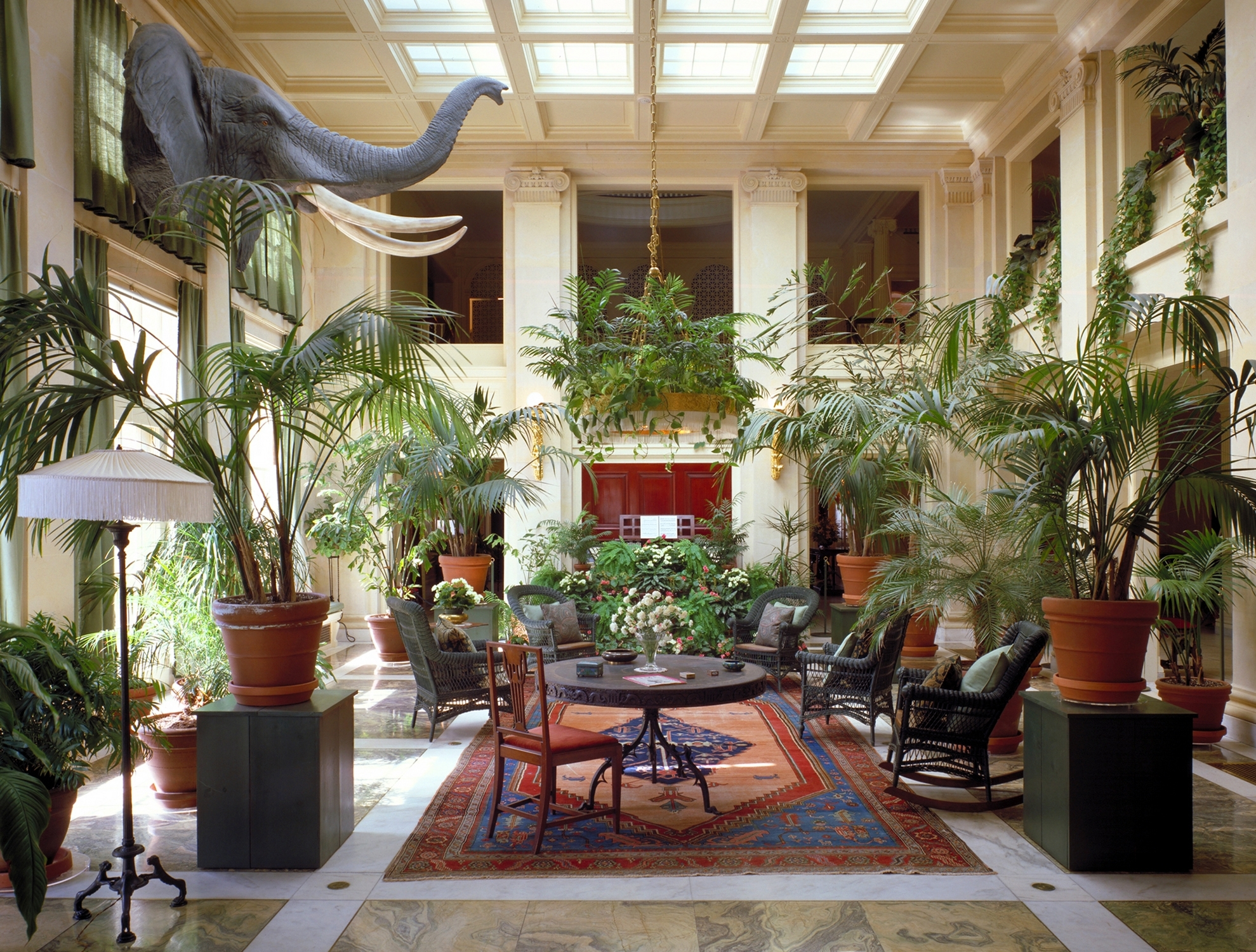
Interieur

En 1996, le musée ouvre le Centre de Conservation Louis B. Mayer près de Chili à New York. À cette date, ce centre comptait parmi les quatre dont sont dotés les États-Unis pour assurer la conservation de films rares en 35mm sur nitrate de cellulose. La même année, le musée lance la première école des États-Unis enseignant la restauration et la préservation de films : la Jeffrey Selznick School of Film Preservation est soutenue par une bourse de la Fondation Louis B. Mayer.
En 1999, le musée lance un programme visant à former les conservateurs et archivistes photographes du monde entier grâce à une bourse de la Fondation Andrew W. Mellon.

## Le bâtiment historique
George Eastman (1854–1932) a fait construire sa demeure au 900 East Avenue, entre 1902 et 1905. Il a créé une propriété urbaine unique de plus de 4 ha de superficie comprenant des terres agricoles, des jardins à la française, des étables, des écuries, des serres et une résidence de 50 pièces en style néo-colonial de plus de 3 000 m2 dotée d'une structure à l'épreuve du feu en béton renforcé.
La maison de Eastman présente une façade classique mais l'intérieur est moderne avec un générateur électrique, un réseau téléphonique interne, un système d'aspiration centralisé, un ascenseur et un orgue qui a contribué à la vie musicale de la ville jusqu'à la mort de Eastman en 1932.
La maison a été reconnue « National Historic Landmark » en 1966,.